# Бандоль
Бандоль (фр. Bandol, окс. Bandòu) — коммуна на юго-востоке Франции в регионе Прованс — Альпы — Лазурный берег, департамент Вар, округ Тулон, кантон Ольюль.
Площадь коммуны — 8,58 км², население — 8647 человек (2006) с тенденцией к снижению: 7622 человека (2012), плотность населения — 888,0 чел/км².

## Географическое положение
Коммуна расположена в Аранской долине на побережье Средиземного моря примерно в 45 км к востоку от Марселя и в 15 км к западу от Тулона.
- остров Бендор (Bendor)

## История
Современное поселение основал в конце XVI века королевский фаворит Жан Луи де Ногаре. Бандоль известен в первую очередь как центр провансского виноделия. Высоко ценятся местные вина, особенно розовые.
В Бандоле в разное время отдыхали многие знаменитости, а Луи Жан Люмьер и Альфред Кастлер здесь провели последние дни своей жизни.

В 2013 году в процессе частной церемонии мэр французского курорта Бандоль фр. Christian Palix зарегистрировал в ратуше брак звезды английского регби Джонни Уилкинсона и его подруги Шелли Дженкинс.

## Население
Население коммуны в 2011 году составляло 7663 человека, а в 2012 году — 7622 человека.
| 1962 | 1968 | 1975 | 1982 | 1990 | 1999 | 2006 | 2011 | 2012 |
| ---- | ---- | ---- | ---- | ---- | ---- | ---- | ---- | ---- |
| 4198 | 5088 | 6184 | 6706 | 7431 | 7905 | 8647 | 7663 | 7622 |

Динамика населения:

## Известные уроженцы, жители
На Лазурном берегу в городке Бандоль, на вилле «La Tartane» проводил лето французский скульптор Анри Эдуар Ломбар.

## Экономика
Яхтенный причал Бандоля входит в десятку самых загруженных во Франции.
В 2010 году из 4305 человек трудоспособного возраста (от 15 до 64 лет) 2875 были экономически активными, 1430 — неактивными (показатель активности 66,8 %, в 1999 году — 65,0 %). Из 2875 активных трудоспособных жителей работали 2485 человек (1234 мужчины и 1251 женщина), 390 числились безработными (173 мужчины и 217 женщин). 
Среди 1430 трудоспособных неактивных граждан 343 были учениками либо студентами, 663 — пенсионерами, а ещё 424 — были неактивны в силу других причин.
На протяжении 2010 года в коммуне числилось 5217 облагаемых налогом домохозяйств, в которых проживало 7663 человека. При этом медиана доходов составила 21 799 евро на одного налогоплательщика.

## Города-побратимы
- Неттуно, Италия
- Оне, Швейцария
- Вер, Германия

## Фотогалерея

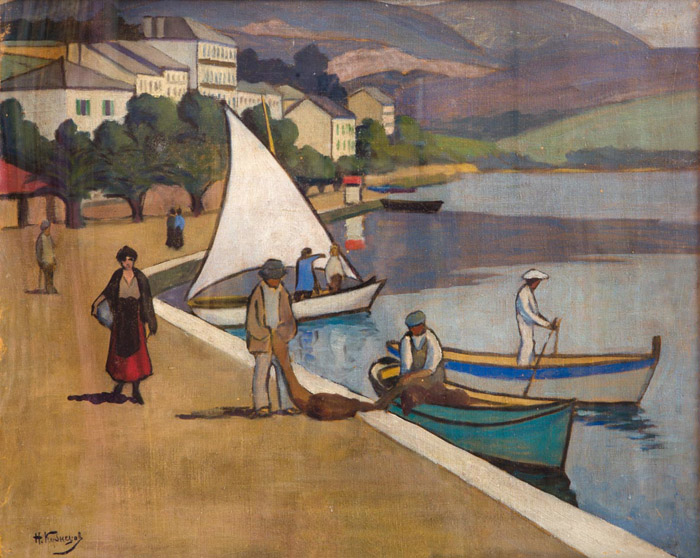
Пейзаж Н. Е. Кузнецова (1907)
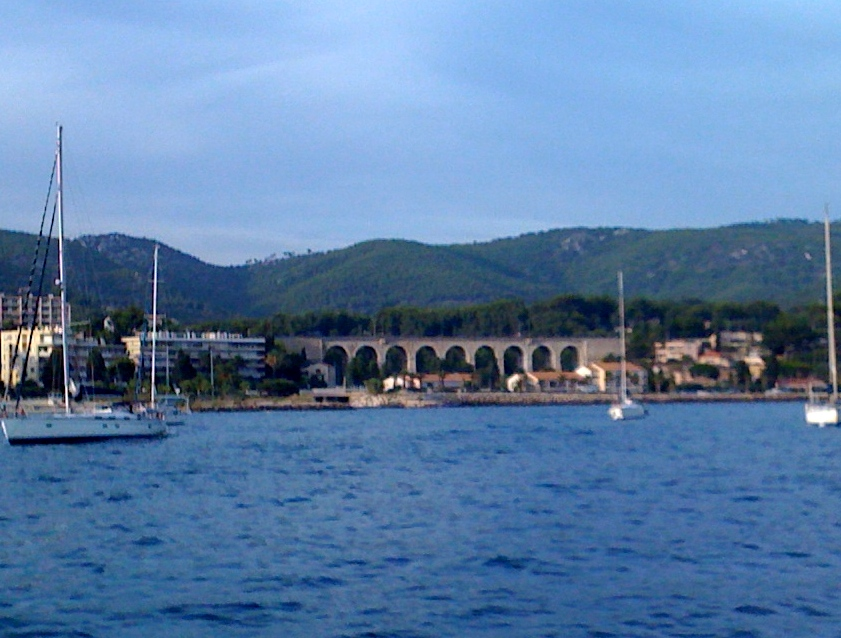
Виадук де Бандоль
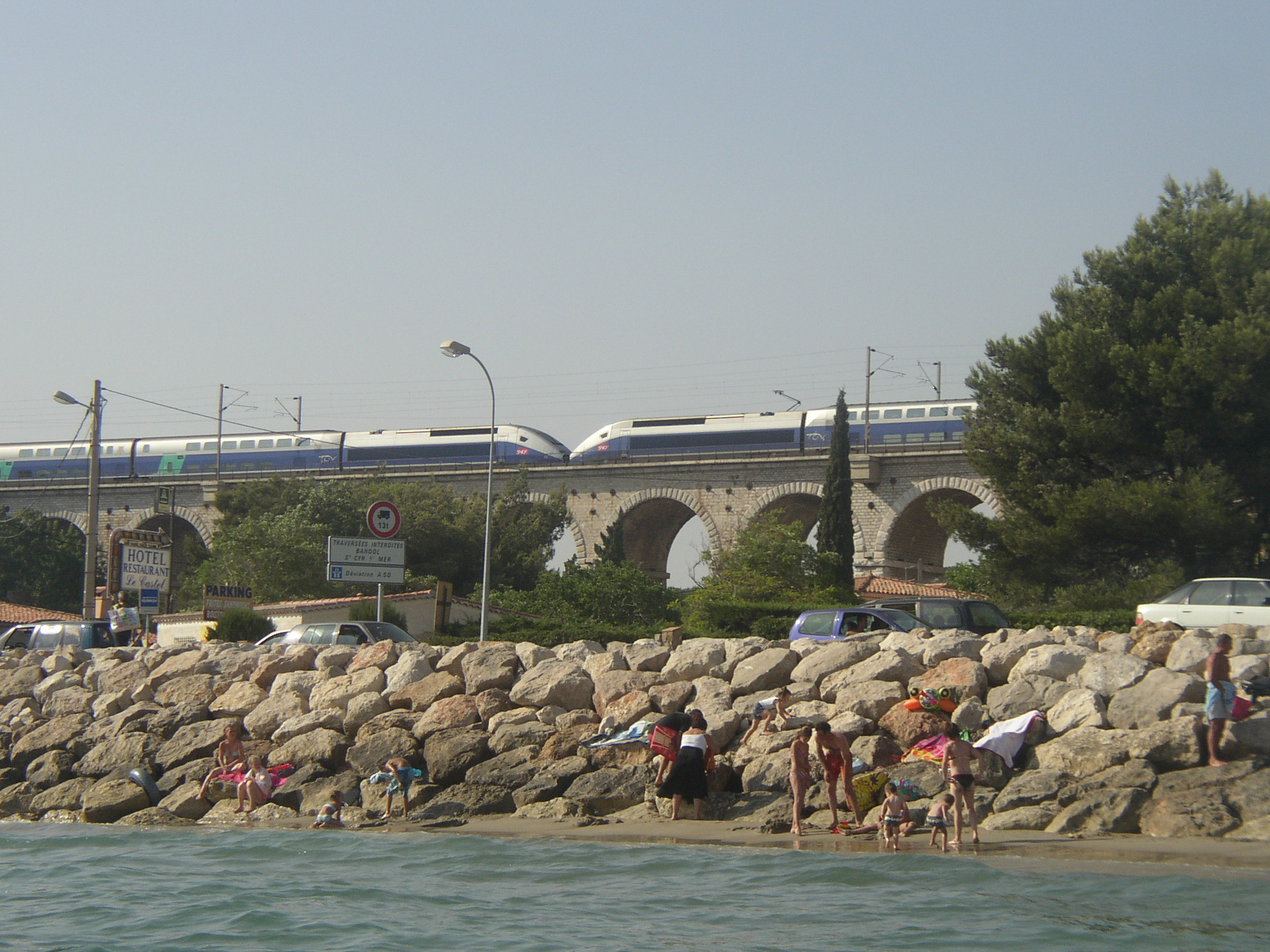
TGV Тулон — Бандоль